# Patagonienkanastero
Patagonienkanastero (Pseudasthenes patagonica) är en fågel i familjen ugnfåglar inom ordningen tättingar.

## Utseende och läte
Patagonienkanastero är en färglös kanastero. Fjäderdräkten är enfärgat gråbrun med unikt likfärgad stjärt. Sången består av en mycket snabb serie med fylliga och gnissliga toner som stannar av något på slutet.

## Utbredning och systematik
Arten förekommer i södra Argentina (Mendoza söderut till norra Santa Cruz). Den behandlas som monotypisk, det vill säga att den inte delas in i några underarter.

## Status och hot
Arten har ett stort utbredningsområde, men tros minska i antal, dock inte tillräckligt kraftigt för att den ska betraktas som hotad. Internationella naturvårdsunionen IUCN listar arten som livskraftig (LC).